# Setla dels Llocs
Setla dels Llocs o la Setla és una antiga alqueria i antic municipi, part del municipi de Els Poblets a la comarca de la Marina Alta al País Valencià, regat pel riu Girona. Fins al 6 de maig de 1971 era un municipi independent, quan va fusionar amb Miraflor i Mira-Rosa per formar la nova entitat dels Poblets, del qual té la capitalitat. Els tres municipis ja eren coneguts com «els Llocs» o «els Poblets» des del segle xvii com que pertanyien dins el Marquesat de Dènia a la mateixa jurisdicció. Com ambdós altres «Llocs», el seu origen és morisc. 1609 tenia vint i dos focs. El 2009 tenia 375 habitants.
Setla i Mira-rosa pertanyeren a la baronia de la família Huarte, després passaren a dependre del comte de Parcent. En temps de l’Arquebisbe Sant Joan de Ribera tenia 12 aces de moriscos.